# چطوری میشه یه بانک زد (فیلم ۲۰۰۷)
چطوری میشه یه بانک زد (به انگلیسی: How to Rob a Bank) یک فیلم مستقل آمریکایی در سبک کمدی جنایی به کارگردانی و نویسندگی اندروز جنکینز است. فیلمبرداری این فیلم در مارس ۲۰۰۶ به پایان رسید. این فیلم برای اولین بار در جشنواره فیلم لس‌آنجلس ۲۰۰۷ به نمایش درآمد، و در ۸ فوریه ۲۰۰۸ به صورت محدود در ایالات متحده اکران شد. این فیلم دربارهٔ مردی است که در حین سرقت از بانک گرفتار می‌شود و در نهایت به همراه یکی از سارقانی که او را به عنوان گروگان می‌گیرد، به گاوصندوق بانک می‌رود. این فیلم پس از فروش ۱۰۰۶ دلاری در بازار داخلی، در ۲ سپتامبر ۲۰۰۸ بر روی دی‌وی‌دی منتشر شد. این فیلم اشارات زیادی به گروه موسیقی پاپ معروف بریتانیایی، دورن دورن، دارد.

## بازخوردها
- در وب‌سایت جمع‌آوری نقد و بررسی راتن تومیتوز، ۳۳٪ از ۱۵ نقد منتقدان مثبت است.
- در متاکریتیک که از میانگین وزنی استفاده می‌کند، بر اساس نظر ۵ منتقد، امتیاز ۲۷ از ۱۰۰ را به فیلم اختصاص داده است که نشان‌دهنده نقدهای «به‌طورکلی نامطلوب» است.